# Escharopsis
Escharopsis is een mosdiertjesgeslacht uit de familie van de Umbonulidae en de orde Cheilostomatida. De wetenschappelijke naam ervan werd in 1879 voor het eerst geldig gepubliceerd door Verrill.

## Soorten
- Escharopsis kurilensis Gontar, 2019
- Escharopsis lobata (Lamouroux, 1821)
- Escharopsis tatarica Androsova, 1958